# منتخب الولايات المتحدة للكريكت
منتخب الولايات المتحدة الوطني للكريكت هو المنتخب الذي يمثل الولايات المتحدة في المنافسات الدولية لرياضة الكريكت، والذي يقوم إتحاد الولايات المتحدة للكريكت بإدارة شؤونه، أبرز إنجازات هذا المنتخب هو تأهله 6 مرات إلى كأس العالم للكريكيت واحتلاله المركز السادس في دورة 2001.

## وصلات خارجية
- موقع اتحاد الولايات المتحدة للكريكت